# Effektforstærker
En effektforstærker eller udgangsforstærker (eng. power amplifier) bliver hyppigt forkortet til PA, AMP poweramp eller power-amp inkl. på dansk f.eks. PA-anlæg eller PA-system.
Effektforstærkere findes i forskellige specialiseringer - f.eks. er en audio effektforstærkers opgave at forstærke et audio linjesignal op til et niveau, hvor en højttaler kan tilsluttes. Andre anvendelser af effektforstærkere er drivning af radioantenner for radiotransmission, samt, i forbindelse med en servomekanisme, at styre en DC-motors omdrejningstal eller en laserdiodes lysudsendelse.

## Audio effektforstærker
Ved drivning af en højttaler er frekvensområdet typisk begrænset nedad for at opnå designlettelser overfor DC-stabilitet, mens en effektforstærker anvendt i en servo oftest skal kunne afgive en fast værdi over lange tidsrum og derfor skal kunne forstærke DC-signaler.
En audio effektforstærker mødes i praksis i hjemmets lydanlæg (f.eks. radiomodtager) og TV samt i stort set enhver personlig computer. Der er ofte tale om brug af integrerede kredse, hvor hovedparten af elektronikken er samlet i en enkelt komponent, og der derfor kun kræves få eksterne komponenter. Udgangseffekten dækker området fra 1 til 50 W som typiske grænser. En diskret opbygget effektforstærker anvendes, hvor der stilles krav til større udgangseffekt eller højere signalkvalitet end det, der kan opnås med de integrerede komponenter.

## Tekniske effektforstærker-kategorier
Effektforstærkere forefindes i følgende kategorier:
- Klasse A – Forstærkerens effektforbrug er konstant og uafhængig af hvor megen effekt der afgives til belastningen. Det er ikke muligt at opnå større virkningsgrad end 50%, og det er kun ved afgivelse af maksimal effekt at denne grænse opnås. Så en 50 W forstærker vil have et konstant effektforbrug på mindst 100 W. Der er to undergrupper: En single ended klasse A forstærker har en enkelt aktiv komponent i udgangen og virkningsgraden kan maksimalt nå op på 25% uden en transformator og 50 % med en transformator. En push-pull klasse A forstærker har to aktive komponenter i udgangen og kan nå en virkningsgrad på 50%. John Linsley Hood designede sådan en i 1960'erne. Effektforbruget er konstant ved integration over tid. De aktive komponenter (rør eller transistorer) arbejder udelukkende i deres lineære område og klasse A er derfor oftest synonym med høj signalkvalitet. Det store statiske effekttab medfører krav om køling af udgangstrinnet, oftest med store arealer afsat til køleprofiler, og undertiden med forceret køling.

- Klasse B – Forstærkerens effektforbrug er proportional med den afgivne effekt og designet kræver normalt anvendelse af komplementære transistorer i push-pull kobling, selv om klasse B kan konstrueres uden brug af komplementære komponenter, for eksempel ved brug af en transformator i udgangen. Med komplementære komponenter benyttes transistorer med to polariteter, eksempelvis NPN og PNP for bipolære transistorer eller P og N kanal for MOSFET transistorer. Virkningsgraden kan blive højere end klasse A (op til 78%), men det er især det lavere gennemsnitlige effektforbrug der er interessant. De aktive komponenter er kun aktive i henholdsvis den positive eller negative halvperiode af signalet, så der skal tages hensyn til overgangen mellem de to polariteter af signalet. Her ligger en af udfordringerne, for ved svage signaler bliver selv en lille ulinearitet betydelig (se harmonisk forvrængning). Hvis designet ikke er vellykket bliver resultatet hørbar crossover-forvrængning, som er meget trættende at lytte til. Det er derfor normalt at indføre en tomgangsstrøm (eng. bias) af udgangstrinnet, så det ved lav udgangseffekt arbejder i klasse A og kun ved højt niveau glider over i klasse B; dette benævnes klasse AB. Stort set alle audio effektforstærkere arbejder i klasse AB.

- Klasse C – En variant af klasse B, hvor der kun benyttes en enkelt aktiv komponent, som arbejder i mindre end 50% af tiden. Har betydning ved højfrekvenskredsløb hvor en afstemt kreds (LC-led) benyttes som energireservoir og den aktive komponent blot holder svingningen ved lige. Et langsomt varierende signal (modulationen) kan enten ændre på amplituden af svingningen (AM) eller frekvensen af oscillationen (FM).

- Klasse D – En variant af klasse B, hvor de aktive komponenter skiftes til at lede 100% eller slet ikke, og udgangssignalet skifter derfor mellem maksimalt positiv og maksimal negativ værdi ved en høj frekvens (100 kHz eller højere). Det egentlige udgangssignal (lavfrekvens) moduleres ind på det højfrekvente signal som variation af pulsbredden; det vil som et gennemsnit give det lavfrekvente udgangssignal, så konstruktionen behøver et lavpasfilter inden signalet føres ud til belastningen. Virkningsgraden kan nå tæt på 100%, hvorfor kravet til køling er næsten elimineret.

Specielle kategorier:
- Klasse E og F – Varianter af klasse C og D, som anvendes indenfor højfrekvens. Udgangens filter afstemmes til bærebølgen og indgår som en grundlæggende del af designet. Det drivende trin kan arbejde med et pulset signal (typisk en symmetrisk firkant), og trods det er den harmoniske forvrængning af bærebølgen lav. Effektiviteten er høj.

- Klasse G og H – Varianter af klasse B, hvor effekttabet søges reduceret for at mindske kølepladens størrelse for forstærkere med høj udgangseffekt. Ved klasse G har forstærkeren flere forsyningsspændinger og der omskiftes mellem dem når signalet passerer tærskelværdierne. Klasse H har variable forsyningsspændinger, hvorved spændingstabet over udgangstrinnet kan holdes lavt (ideelt konstant). Selve udgangstrinnet kan ved begge typer være af klasse A eller B. Der er eksempelvis mulighed for at drive udgangen fra en klasse A forstærker, hvor forsyningsspændingerne styres af to klasse D forstærkere. Det kombinerer klasse A forstærkerens lave forvrængning med klasse D forstærkerens lave effekttab.

- Doherty – Består af en klasse B forstærker i parallel med en klasse C og finder anvendelse indenfor højfrekvens, hvor effektiviteten af radiotransmittere kan øges. Klasse C forstærkeren træder kun i kraft ved store signalniveauer og er af interesse for AM af transmissioner, hvor signalniveauet i hovedparten af tiden er moderat.

- Current dump – Kan opfattes som en parallelkobling af en klasse A forstærker og en klasse B forstærker, hvor sidstnævnte ikke inkluderer bias-kredsløb og derfor vil have meget kraftig cross-over forvrængning. Ved lavt signalniveau arbejder kun klasse A forstærkeren, mens klasse B forstærkeren leverer strøm i signalets spidser ved højere signalniveau, og klasse A forstærkeren skal kun levere det resterende signal.